# Ismael Kombich
Ismael Kombich (ur. 16 stycznia 1985) – kenijski lekkoatleta, średniodystansowiec.
Kombich razem z kolegami z reprezentacji Kenii jest aktualnym rekordzistą świata w sztafecie 4 x 800 metrów (7:02,43 2006). Medalista mistrzostw kraju.

## Rekordy życiowe
- bieg na 800 m – 1:44,24 (2006)
- bieg na 1500 m – 3:33,31 (2010)
- bieg na 800 m (hala) – 1:46,59 (2007)